# Mat (șah)

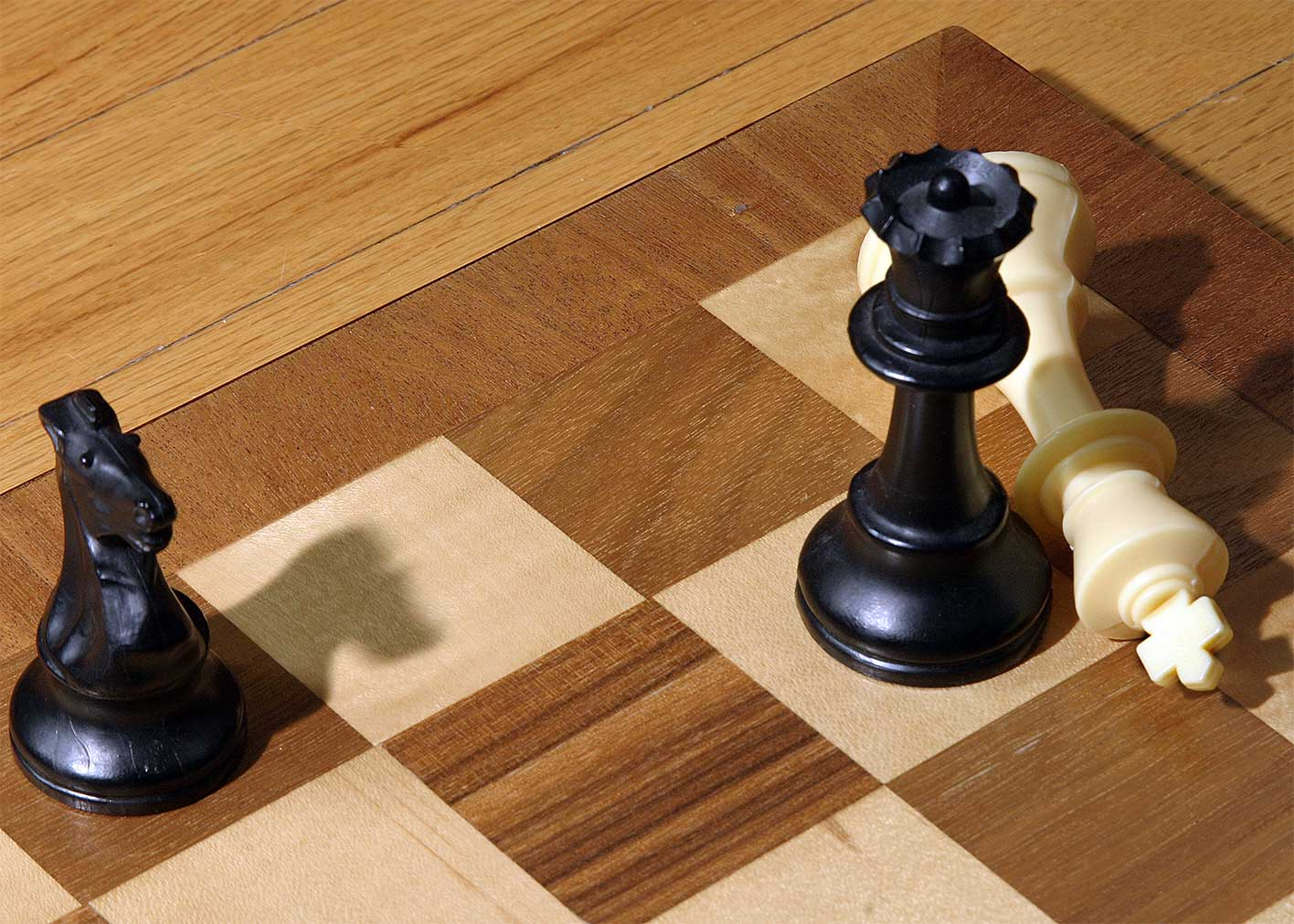
Regele alb este în poziţie "şah mat", jocul fiind terminat. Poziţia culcată a regelui alb simbolizează înfrângerea, deşi acest mod de a răsturna regele nu urmează după şah mat; în schimb, este una din variantele posibile de a ceda un joc înainte de a fi în poziţie "şah mat".

Șah mat (deseori prescurtat ca mat) este o situație în șah în care regele unui jucător este atacat (este "în șah") și nu există nici o mutare posibilă pentru a elimina atacul. Regele nu este niciodată capturat efectiv, deoarece jocul se termină atunci când regele este în poziția șah mat, jucătorul respectiv pierzând partida. 
Dacă regele este atacat, dar amenințarea poate fi eliminată (prin capturarea piesei care atacă regele, prin mutarea regelui într-o poziție neatacată sau prin interpunerea unei piese între atacator și rege, cu excepția cazului în care atacatorul este un cal), atunci regele este "în șah". 
Dacă regele nu este atacat, dar jucătorul care este la mutare nu poate face nicio mutare permisă (care să nu facă regele să intre într-o poziție în care ar fi capturat), atunci rezultatul jocului este numit "pat".
Cel mai scurt mat posibil este in doua mutari, si poate fi dat doar regelui alb cu dama neagra (1. f2f4(f2f3)-e7e5(e7e6) 2.g2g4-Dd8h4 mat).